# Museo dell'Olivo e dell'Olio
O Museo dell'olivo e dell'olio (Museu da oliveira e do azeite) é um museu privado especializado, situado, em Torgiano (Itália), em ambientes que foram sede de um “frantoio” (lugar onde é produzido o azeite), ativo até os anos 60 do século XX.
Através de coleções de artes aplicadas e de coletâneas de cultura material, documentam-se as técnicas de olivicultura e oleicultura, os usos tradicionais e os significados simbólicos da oliveira e do azeite.

## História
Fundado por las Vinícolas Lungarotti e curado pela Fondazione Lungarotti, o Museo dell’Olivo e dell’Olio, juntamente com o  Museo do vinho de Torgiano foi inserido no sistema de museus da Úmbria.

## O percurso
Tabelas botânicas que representam as diversas variedades de oliveiras difusas na Umbria introduzem a secção que documenta as características botânicas da planta, as técnicas tradicionais e os sistemas que inovam o seu cultivo. 
A presença de um moinho de tração animal e de uma imponente prensa com tração hidráulica testemunha, acompanhados pela documentação fotográfica e por esquemas didáticos, a longa evoluçãodos sistemas de extração oleária.
O percurso prossegue com a exploração do tema mitológico: um alabastro ático com figuras vermelhas, atribuível a Pittore della Fonderia (sec. V a.C.), retrata Atena, divindade que teria dado a oliveira à humanidade . As outras peças expostas atestam a ação civilizadora da deusa – depositária do saber tecnológico – em âmbito doméstico feminino, agrícola, naval e bélico.
A secção dedicada à paisagem conserva mapas, papéis e objetos que evocam o Grand Tour: a recorrência na Umbria de terrenos cobertos por olivais marca o imaginário dos viajantes que anotam nos seus diários, em forma de descrição ou de rápidos esboços, o interesse pela paisagem.
Os ambientes sucessivos documentam os usos tradicionais do azeite: o uso mais antigo – o azeite como fonte de luz – é documentado por uma coleção de lampiões e lamparinas que vão da Idade Pré-clássica ao Neoclassicismo. 
Os usos rituais da oliveira e do azeite no Judaísmo, no Cristianismo e no Islamismo, o seu uso na alimentação, no esporte, na preparação de unguentos e perfumes, na sigilografia, na tecelagem, na ebanisteria e em numerosas outras atividades, constituem fontes para as outras salas expositivas. 
O complexo de significados simbólicos que, por direta derivação do antigo, confere à oliveira e ao azeite valor sacro, poderes mágicos e terapêuticos, é documentado na última sala do percurso expositivo.